# Wladimirowo (Kaliningrad)
Wladimirowo (russisch Влади́мирово, deutsch Tharau und Ernsthof, prußisch Toraw, litauisch Toruva) ist eine Siedlung im Rajon Bagrationowsk in der russischen Oblast Kaliningrad. Sie gehört zur kommunalen Selbstverwaltungseinheit Stadtkreis Bagrationowsk.

## Geographische Lage
Die Ortschaft liegt in der historischen Region Ostpreußen, etwa 18 Kilometer südlich der Stadtmitte von  Kaliningrad (Königsberg) und 25  Kilometer nordnordwestlich der Stadt Bagrationowsk (Preußisch Eylau). Durch die Gemarkung der Ortschaft fließt der Fluss Frisching.

## Geschichte

Tharau, südlich von Königsberg i. Pr. und nordnordwestlich der Stadt Preußisch Eylau, auf einer Landkarte von 1910

Tharau geht auf eine alte Siedlung der Prußen am Flüsschen Frisching (Prochladnaja) zurück, die erstmals 1315 erwähnt wird. Der Name weist auf eine durch Zaun und Hecke eingehegte Siedlung. Im 14. Jahrhundert, ab etwa 1320, wurde hier eine Kirche errichtet, die zu den bedeutendsten Dorfkirchen der Region zählt. Berühmt ist der Ort durch die 1615 im dortigen Pfarrhaus geborene Pfarrerstochter Anna Neander, die als Ännchen von Tharau zuerst 1636 von Simon Dach besungen wurde und deren Leben Thema des bekannten Volksliedes wurde. 
Im Jahr 1785 wird Tharau als ein adliges Gut, Vorwerk und Dorf mit 36 Feuerstellen (Haushaltungen), einer Kirche  sowie einer zum Kornmahlen und Holzsägen verwendeten Wassermühle beschrieben. Im Jahr 1820 wurde im Gutsbezirk Tharau die Regulierung der gutsherrlichen und bäuerlichen Verhältnisse vollzogen.
Trotz des Anschlusses durch die Kleinbahn Tharau–Kreuzburg an die Hauptbahn Königsberg–Lyck mit Abzweigung nach Kreuzburg blieb Tharau auch im 20. Jahrhundert ein Dorf. Der Bahnhof Tharau lag mitten im Nachbarort Wittenberg. 
Am 1. April 1927 hatte der Gutsbezirk Tharau eine Flächengröße von 1302 ha, 36 ar und 11 m², und am 16. Juni 1925 hatte der Gutsbezirk 336 Einwohner. Am  1. November 1928 erfolgte der Zusammenschluss der Landgemeinde Tharau und der Gutsbezirke Tharau, Ernsthof und Groß Bajohren zur neuen Landgemeinde Tharau.
Bis 1945 gehörte Tharau zum Kreis Preußisch Eylau im Regierungsbezirk Königsberg der preußischen Provinz Ostpreußen des Deutschen Reichs.
Gegen Ende des Zweiten Weltkriegs wurde die Region im Frühjahr 1945 von der Roten Armee  besetzt. Durch Kampfhandlungen wurde der Ort teilweise zerstört. Anschließend wurde Tharau zusammen mit der gesamten nördlichen Hälfte Ostpreußens von der Sowjetunion besatzungsrechtlich in eigene Verwaltung genommen. 
Mit der Übernahme der Verwaltung durch die sowjetische Administration erhielt der Ort 1947 die Bezeichnung Wladimirowo und wurde gleichzeitig Sitz eines Dorfsowjets. Vor 1975 wurde das früher Ernsthof genannte Nachbardorf (ab 1950 russisch: Krasnopartisanskoje) angeschlossen. Von 2008 bis 2016 gehörte Wladimirowo zur Landgemeinde Niwenskoje und seither zum Stadtkreis Bagrationowsk.

### Dorfsowjet/Dorfbezirk Wladimirowo 1947–1962 und 1969–2008
Der Dorfsowjet Wladimirowo (ru. Владимировский сельский Совет) wurde im Juni 1947 zunächst im Rajon Bagrationowsk eingerichtet. Im Juli 1947 erfolgte dann jedoch die Eingliederung in den neu gebildeten Rajon Kaliningrad. Nach der Auflösung dieses Rajons im Jahr 1959 gelangte der Dorfsowjet (wieder) in den Rajon Bagrationowsk. Vom 30. August 1962 bis zum 20. Januar 1969 war der Dorfsowje aufgelöst. Er bestand von 1962 bis etwa 1966 offenbar als Dorfsowjet Pobeda und war dann bis 1969 vermutlich an Niwenskoje angeschlossen. Nach dem Zerfall der Sowjetunion bestand die Verwaltungseinheit als Dorfbezirk Wladimirowo (ru. Владимировский сельский округ). Im Jahr 2008 wurden die verbliebenen sieben Orte des Dorfbezirks in die neu gebildete Landgemeinde Niwenskoje eingegliedert.
| Ortsname                                                 | Name bis 1947/50                         | Lage                 | Bemerkungen                                                                      |
| -------------------------------------------------------- | ---------------------------------------- | -------------------- | -------------------------------------------------------------------------------- |
| Gussewo (Гусево)                                         | Groß Park                                | 54° 31′ N, 20° 31′ O | Der Ort wurde 1947 umbenannt und 2002 aus dem Ortsregister gestrichen.           |
| Kalmykowo (Калмыково)                                    | Heyde                                    |                      | Der Ort wurde 1950 umbenannt.                                                    |
| Kandijewo (Кандиево)                                     | Braxeinshof                              |                      | Der Ort wurde 1947 umbenannt und vermutlich vor 1969 verlassen.                  |
| Kolodino (Колодино)                                      | Augustenhof                              |                      | Der Ort wurde 1947 umbenannt und vermutlich vor 1969 verlassen.                  |
| Kostjukowo (Костюково)                                   | Hasseldamm                               |                      | Der Ort wurde 1947 umbenannt und vermutlich vor 1969 verlassen.                  |
| Wladimirowo (Владимирово), bis 1993: Krasnopartisanskoje | Ernsthof                                 | 54° 34′ N, 20° 30′ O | Der Ort wurde 1950 umbenannt und vor 1975 an den Ort Wladimirowo angeschlossen.  |
| Kunzewo (Кунцево)                                        | Grünhof                                  |                      | Der Ort wurde 1947 umbenannt und vermutlich vor 1969 verlassen.                  |
| Lineinoje (Линейное)                                     | Bögen                                    |                      | Der Ort wurde 1950 umbenannt.                                                    |
| Maikowo (Майково)                                        | Neu Park                                 |                      | Der Ort wurde 1947 umbenannt und vermutlich vor 1969 verlassen.                  |
| Maiskoje (Майское)                                       | Groß Bajohren (1938–1945: „Baiersfelde“) |                      | Der Ort wurde 1950 umbenannt.                                                    |
| Muratowo (Муратово)                                      | Panzhof                                  |                      | Der Ort wurde 1947 umbenannt und vermutlich vor 1969 verlassen.                  |
| Oktjabrskoje (Октябрьское)                               | Dopsattel                                | 54° 34′ N, 20° 25′ O | Der Ort wurde 1950 umbenannt und vor 1975 an den Ort Saretschnoje angeschlossen. |
| Ostrownoje (Островное)                                   | Liepnicken                               | 54° 33′ N, 20° 24′ O | Der Ort wurde 1950 umbenannt und vor 1975 an den Ort Saretschnoje angeschlossen. |
| Pensowka (Пензовка)                                      | Louisenhof                               |                      | Der Ort wurde 1947 umbenannt und vermutlich vor 1969 verlassen.                  |
| Pobeda (Победа)                                          | Arnsberg und Struwe                      |                      | Der Ort wurde 1950 umbenannt.                                                    |
| Sadowoje (Садовое)                                       | „Siedlung beim Bf. Kreuzberg“            |                      | Der Ort wurde 1950 umbenannt.                                                    |
| Saretschnoje (Заречное)                                  | Ramsen                                   |                      | Der Ort wurde 1950 umbenannt.                                                    |
| Turgenewskoje (Тургеневское)                             | Ponitt                                   |                      | Der Ort wurde 1947 umbenannt und vermutlich vor 1969 verlassen.                  |
| Wladimirowo (Владимирово)                                | Tharau                                   |                      | Verwaltungssitz                                                                  |

Der im Jahr 1950 umbenannte Ort Sergejewo (Klein Lauth), der zunächst ebenfalls in den Dorfsowjet Wladimirowo eingeordnet wurde, kam dann (vor 1975) zum Dorfsowjet Gwardeiskoje.

## Kirche

### Dorfkirche
Die evangelische Kirche stammt aus dem 14. Jahrhundert. Ein Umbau erfolgte im Jahre 1805. Nach einem Brand im Jahre 1910 wurde sie zwischen 1911 und 1918 aufwändig restauriert. Das Gotteshaus blieb im Krieg erhalten, wurde jedoch als Klubhaus und Speicher genutzt und verfiel. Trotz zahlreicher Bemühungen um Wiederherstellung und Neuweihe des Gebäudes steht die Kirche noch immer leer.

Gebäude der ehemaligen evangelischen Kirche
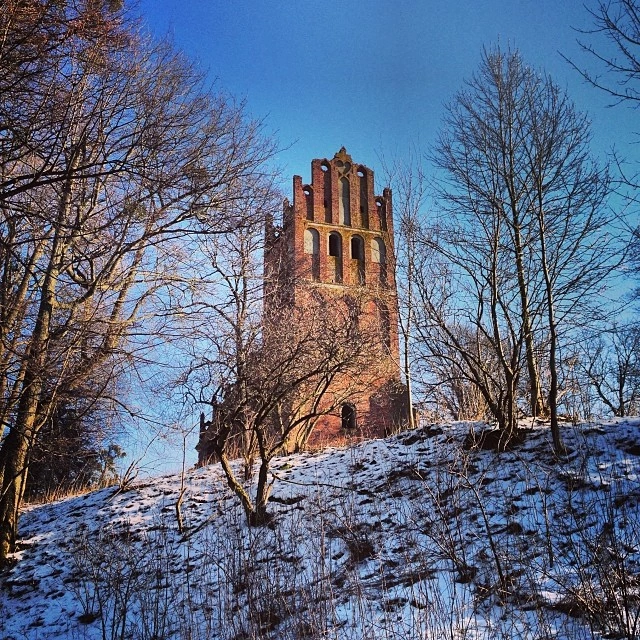
Westturm (September 2022)
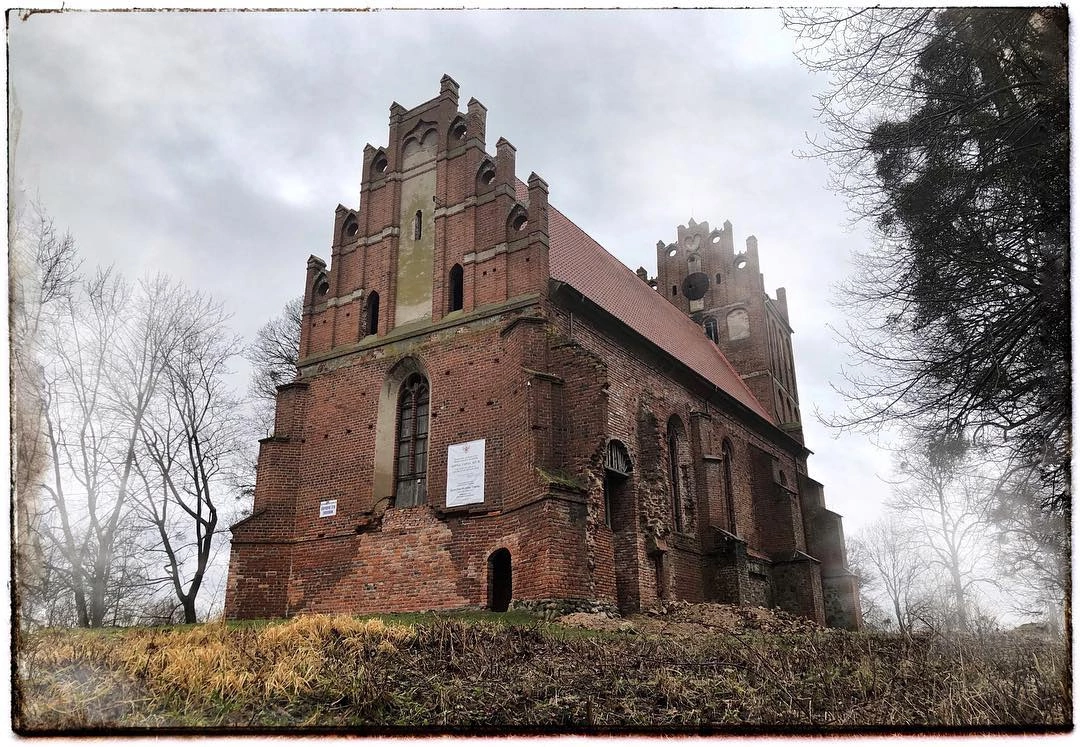
Ostseite (September 2022)
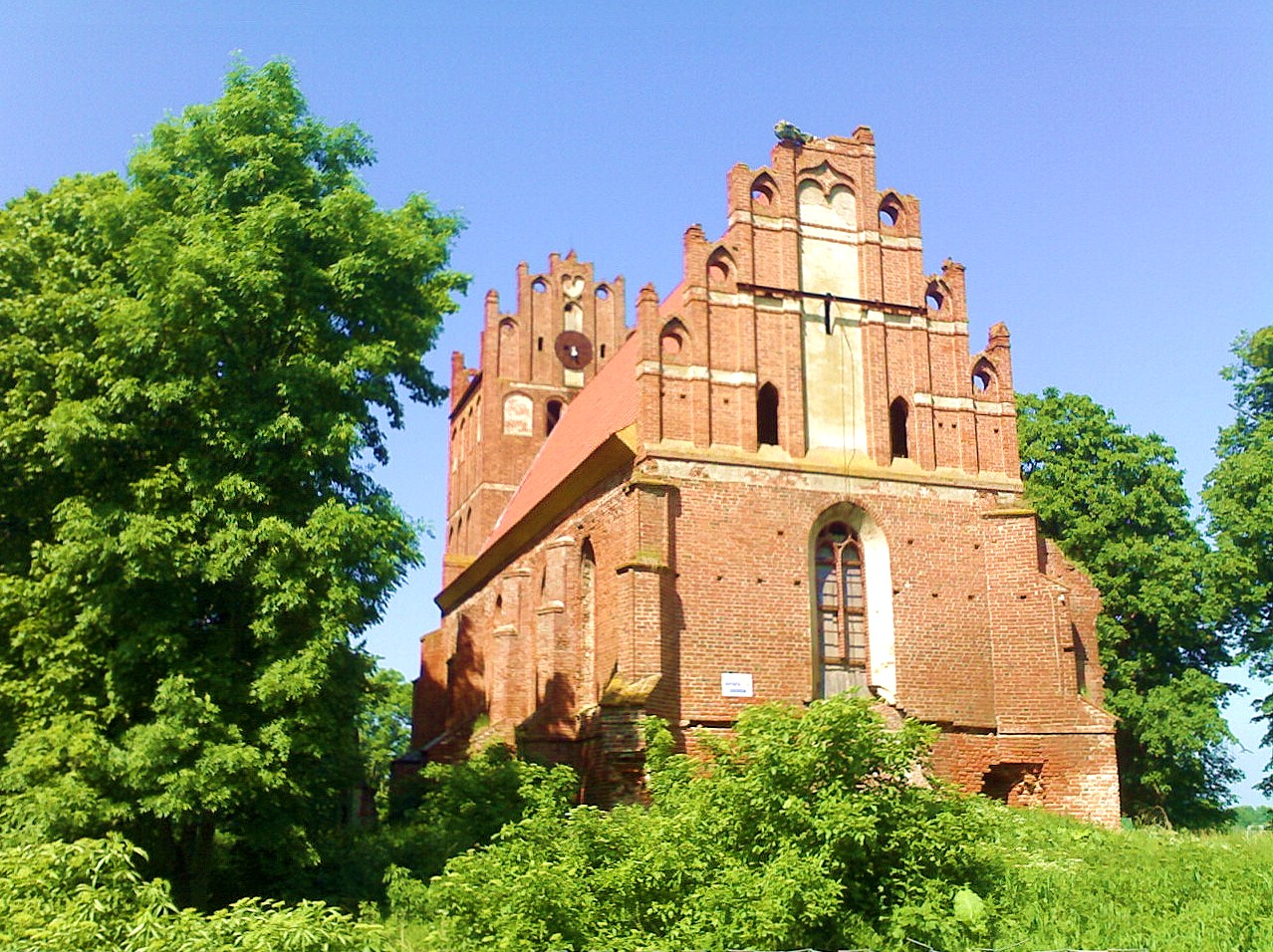
Ostseite (Juni 2010)

1998 hat sich nach einer Fotoausstellung des Meisterfotografen Anatoli Bachtin des Staatsarchivs der Oblast Kaliningrad der Förderkreis Kirche Tharau/Ostpreußen e. V. begründet, der es sich zur Aufgabe gemacht hat, dieses Backsteinkleinod zu retten, also zu restaurieren und in Zusammenarbeit mit den örtlichen und auch überregionalen Behörden einer zeitgemäßen Nutzung zuzuführen. In Zusammenarbeit mit russischen Behörden und deren Hilfe, sowie unter anderem durch namhafte Spenden von Privatpersonen und aus der deutschen Wirtschaft gelang es diesem, erste Sicherungsmaßnahmen durchzuführen und im Jahre 2006 das Hauptschiff mit einem neuen Dachstuhl zu versehen und komplett einzudecken. 2009 konnte auch der Turm neu eingedeckt werden. Seit 2010 ist die Kirche im Eigentum der Russisch-Orthodoxen Kirchen und es gelang problemlos, die früher mit den Behörden geschlossenen Verträge mit der ROK zu bestätigen und weiter zu führen. So soll künftig der Turm unter der Regie des Fördervereins mit einem Museum-/Ausstellungsraum, einem weiteren Raum für Zusammentreffen und einer Aussichtsplattform  – immerhin kann man bei guter Sicht bis Brandenburg und auf das Frische Haff sehen –  stehen; das Hauptschiff will die ROK nach endgültiger Restaurierung als Kirche nutzen. Vertraglich ist festgelegt, dass das äußere historische Erscheinungsbild wieder hergestellt und nicht verändert werden soll.

### Kirchspiel
Tharau war das Zentrum eines weitflächigen Kirchspiels, das vor 1945 zum Kirchenkreis Preußisch Eylau in der Kirchenprovinz Ostpreußen der Kirche der Altpreußischen Union gehörte. Eingepfarrt waren neben dem Pfarrort 18 Orte:
| Deutscher Name                                                  | Russischer Name                            |  | Deutscher Name                       | Russischer Name |
| --------------------------------------------------------------- | ------------------------------------------ |  | ------------------------------------ | --------------- |
| Augustenhof                                                     | Kolodino                                   |  | Klein Bajohren Kreis Preußisch Eylau | NN              |
| Bögen                                                           | Lineinoje                                  |  | Klein Lauth                          | Sergejewo       |
| Braxeinshof                                                     | Kandijewo                                  |  | Louisenhof                           | Pensowka        |
| Braxeinswalde                                                   | Otwaschnoje                                |  | Packerau Kreis Preußisch Eylau       | Maiskoje        |
| Ernsthof                                                        | Wladimirowo, bis 1993: Krasnopartisanskoje |  | Panzhof                              | Muratowo        |
| Gröbensbruch                                                    | NN                                         |  | Ponitt                               | Turgenewskoje   |
| Groß Bajohren Kreis Preußisch Eylau, 1938 bis 1945: Baiersfelde | Maiskoje                                   |  | Romlau                               | NN              |
| Grünhof                                                         | Kunzewo                                    |  | Schrombehnen (teilw.)                | Moskowskoje     |
| Hasseldamm                                                      | Kostjukowo                                 |  | Wittenberg                           | Niwenskoje      |

### Pfarrer bis 1945
Seit der Reformation amtierten bis 1945 insgesamt 18 evangelische Geistliche in Tharau:
- Christoph Stanislaus, 1541/1579
- Martin Neander, bis 1629
- Jacob Gabius, 1629–1642
- Michael Neresius, 1643–1656
- Christoph Gebuhr, 1656–1693
- Anton Pfeiffer, 1694–1738
- Johann Heinrich Soosten, 1739–1758
- Carl Arndt, 1759–1770
- Georg Ernst Sigismund Hennig, 1770–1775
- Andreas Alexander Tolkemit, 1776–1789
- Johann Gottlieb Weiß, 1790–1798
- Johann George Chr. Fr. Hermes, 1797–1832
- Erdenhard J. R. Harder, 1833–1835
- Louis Gustav A. Ellinger, 1836–1881
- Eduard Werner Schmidt, 1881–1889
- Otto Eugen Bierfreund, 1889–1921
- Anton Cäsar Doskocil, 1921–1932
- Willy Rosenfeld, 1932–1945

## Gut Tharau
Das Gut in Tharau war seit dem Beginn des 19. Jahrhunderts Eigentum der polnisch stämmigen Adelsfamilie Gromadski, dt. dann Gramatzki, um 1545 in den polnischen Adelsstand nobilitiert. Deren Nachfahren wurden die örtlichen Gutsherren und 1832 in den preußischen Adelsstand aufgenommen, hier Karl Wilhelm Gramatzki und seine Ehefrau Johanna Marie Susanne Frossard. Ihr Sohn Karl August von Gramatzki, verheiratet mit Adelheid Freiin von der Horst, wurde Erbe. Da ihr Sohn August von Gramatzki (1843–1874) früh verstarb fiel der Besitz an die Tochter Pauline (1848–1914), verheiratet seit 1869 mit Rudolf Tortilovitz von Bartocki und somit an die Nachfahren derer Tortilovitz von Bartocki. Zum Gutskomplex Tharau gehörten vor 1932 etwa 1.088 ha. Den Gutsbetrieb leitete ein Verwalter, Hr. Dyck. Zum Gut Tharau gehörten des Weiteren die Vorwerke Augustenhof, Braxeinshof, Luisenhof und Waldhaus Gröbensbruch. Gutsherr war bis 1935 der Rittmeister d. R. a. D. Manfred Tortilowicz von Batocki, folgend sein Schwager Johannes von Olfers und dessen Ehefrau Erminia von Olfers-Batocki, seiner Schwester. Sie bewirtschafteten das Gut Tharau, Erbin war aber ihre Tochter Hedwig von Lölhöffel. Nach dem Kunsthistoriker Carl von Lorck stammte das Gutshaus aus der Zeit nach 1768.

## Ännchen von Tharau
Ännchen von Tharau ist der Titel eines volkstümlichen Liedes, dessen ursprünglich niederdeutscher Text von Simon Dach stammt. Johann Gottfried Herder übertrug es später aus der samländischen in die hochdeutsche Form, in der es heute bekannt ist. Es stammt aus dem Ostpreußen des 17. Jahrhunderts (1636) und besingt in 17 Strophen Anna Neander, die Tochter des Tharauer Pfarrers und Braut des Predigers Johannes Portatius. Der am weitesten verbreitete und bekannte Satz  – der bisher zwölfte –  dieses Liedes wurde von Philipp Friedrich Silcher (1789–1860), Musikdirektor an der Eberhard Karls Universität Tübingen, komponiert.